# Abdul Naza Alhassan
Abdul Naza Alhassan (født 17. juni 1990) er en ghanesisk fodboldspiller.